# بومباردييه غلوبال 7000
بومباردييه غلوبال 7000 (بالإنجليزية: Bombardier Global 7000)، و غلوبال 8000 (بالإنجليزية: Global 8000)، هي طائرة أعمال نفاثة، بعيدة المدى، قيد التطوير من قبل بومباردييه إيروسبيس، أعلن عن الطائرة في أكتوبر 2010، وتقرر مبدئيا تقديمها في عام 2016 للطراز 7000 و 2017 للطراز 8000. البرنامج تأخر لمدة سنتين، ومن المتوقع دخول غلوبال 7000 حيز الخدمة في عام 2018.

## طلبات الشراء
Note
^1 – نت جتس طلبت ما مجموعه 20 طائرة من طرازي غلوبال 7000 وغلوبال 8000 ولكن لم يحدد عدد الطائرات لكل نموذج.

## مواصفات
| نموذج                                            | غلوبال 7000                                                            | غلوبال 8000                                                            |
| ------------------------------------------------ | ---------------------------------------------------------------------- | ---------------------------------------------------------------------- |
| الركاب (قياسي)                                   | 17                                                                     | 13                                                                     |
| طام                                              | 4                                                                      | 4                                                                      |
| الطول                                            | 111 قدم 2 بوصة / 33.9 متر                                              | 102 قدم 2 بوصة / 31.2 متر                                              |
| باع الجناح                                       | 104 قدم 0 بوصة / 31.7 متر                                              | 104 قدم 0 بوصة / 31.7 متر                                              |
| ارتفاع                                           | 27 قدم 0 بوصة / 8.2 متر                                                | 27 قدم 1 بوصة / 8.3 متر                                                |
| طول المقصورة                                     | 54 قدم 7 بوصة / 16.64 متر                                              | 45 قدم 7 بوصة / 13.89 متر                                              |
| عرض المقصورة                                     | خط المركز 8 قدم 2 بوصة / 2.49 متر، خط الأرضية 6 قدم 11 بوصة / 2.11 متر | خط المركز 8 قدم 2 بوصة / 2.49 متر، خط الأرضية 6 قدم 11 بوصة / 2.11 متر |
| ارتفاع المقصورة                                  | 6 ft 3 بوصة / 1.91 متر                                                 | 6 ft 3 بوصة / 1.91 متر                                                 |
| الوزن الأقصى على الأرض                           | 106,500 رطل / 48,308 كغم                                               | 105,050 رطل / 47,650 كغم                                               |
| الوزن الأقصى للإقلاع                             | 106,250 رطل / 48,194 كغم                                               | 104,800 رطل / 47,536 كغم                                               |
| الوزن الأقصى للهبوط:                             | 85,800 رطل (38,918 كغم)                                                | 85,800 رطل (38,918 كغم)                                                |
| الحد الأقصى لوزن الوقود زيرو:                    | 62,500 رطل / 28,350 كغم                                                | 60,000 رطل / 27,216 كغم                                                |
| وزن التشغيل الأساسي                              | 56,800 رطل / 25,764 كغم                                                | 54,300 رطل / 24,630 كغم                                                |
| الحد الأقصى لوزن الوقود:                         | 47,450 رطل / 21,523 كغم                                                | 48,950 رطل / 22,203 كغم                                                |
| الحمولة القصوى                                   | 5,700 رطل / 2,585 كغم                                                  | 5,700 رطل / 2,585 كغم                                                  |
| محركات                                           | جنرال إلكتريك باسبورت                                                  | جنرال إلكتريك باسبورت                                                  |
| الدفع (ISA +20 °C flat rated)                    | 16,500 رطل / 73.4 كيلو نيوتن                                           | 16,500 رطل / 73.4 كيلو نيوتن                                           |
| أقصى سرعة                                        | ماخ 0.90 (516 عقدة / 955 كم / ساعة)                                    | ماخ 0.90 (516 عقدة / 955 كم / ساعة)                                    |
| سرعة العبور النموذجية                            | ماخ 0.85 (487 عقدة / 902 كم / ساعة)                                    | ماخ 0.85 (487 عقدة / 902 كم / ساعة)                                    |
| المدى (ماخ 0.85, NBAA IFR Reserves, ISA, 8 ركاب) | 7,400 ميل بحري / 13,705 كم                                             | 7,900 ميل بحري / 14,631 كم                                             |
| مسافة الإقلاع (SL, ISA, MTOW)                    | 5,950 قدم / 1,814 متر                                                  | 5,800 قدم / 1,768 متر                                                  |
| مسافة الهبوط (SL, ISA, MLW)                      | 2,810 قدم / 856 متر                                                    | 2,810 قدم / 856 متر                                                    |
| أقصى ارتفاع طيران تشغيلي                         | 51,000 قدم / 15,545 متر                                                | 51,000 قدم / 15,545 متر                                                |
| ارتفاع العبور المبدئي                            | 43,000 قدم / 13,106 متر                                                | 43,000 قدم / 13,106 متر                                                |

## وصلات خارجية
- "غلوبال 7000". بومباردييه. مؤرشف من الأصل في 2016-10-11.
- "غلوبال 8000". بومباردييه. مؤرشف من الأصل في 2016-10-26.